# 포에트리
포에트리는 대한민국의 남성 2인조 가수, 작곡가 그룹이다. 2016년 디지털 싱글 앨범 [Stay]로 데뷔했다.

## 음반
- Stay (2016)
- 아무도 없던 것처럼 (2016)
- About time (2018)